# Rue de Belloy
La rue de Belloy est une voie du 16e arrondissement de Paris, en France.

## Situation et accès
La rue de Belloy est une voie publique située dans le 16e arrondissement de Paris. Elle commence au 1, rue Dumont-d’Urville et au 16, place des États-Unis et se termine au 37, avenue Kléber. Elle est longue de 85 mètres et large de 12 mètres. 
La rue est desservie par la ligne 6 aux stations Kléber et Boissière.

## Origine du nom

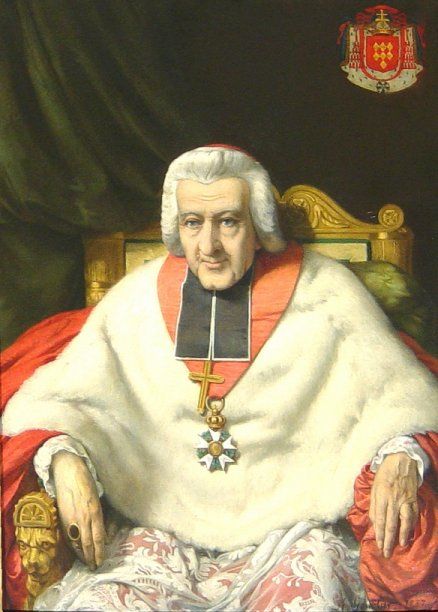
L’homme d’Église Jean-Baptiste de Belloy.

Elle est nommée en l'honneur de l'archevêque de Paris Jean-Baptiste de Belloy (1709-1808).

## Historique
La voie est ouverte sous sa dénomination actuelle et par un décret du 10 août 1868 par la Ville de Paris sur l'emplacement des anciens réservoirs de Chaillot, dits bassins de Chaillot qui, jusqu'en 1900, servaient à dénommer le quartier des Bassins aujourd'hui devenu quartier de Chaillot.
Décret du 10 août 1868
« Napoléon, etc., 

Sur le rapport de notre ministre secrétaire d’État au département de l'Intérieur,
vu l'ordonnance du 10 juillet 1816 ;
vu les propositions de M. le préfet de la Seine ;
avons décrété et décrétons ce qui suit :
Article 12. — Les deux voies latérales à la nouvelle église, dans Chaillot, porteront :
la première, située à l'ouest, le nom de rue de Juigné ;
la deuxième, située à l'est, le nom de rue de Belloy ;
etc.
Article 17. — Notre ministre secrétaire d'État au département de l'Intérieur est chargé de l'exécution du présent décret.
Fait au palais de Fontainebleau, le 10 août 1868. »
Classée dans la voirie parisienne par un décret du 25 juin 1883, une ancienne partie de la rue de Belloy est incorporée à la place des États-Unis en 1885.

## Bâtiments remarquables et lieux de mémoire

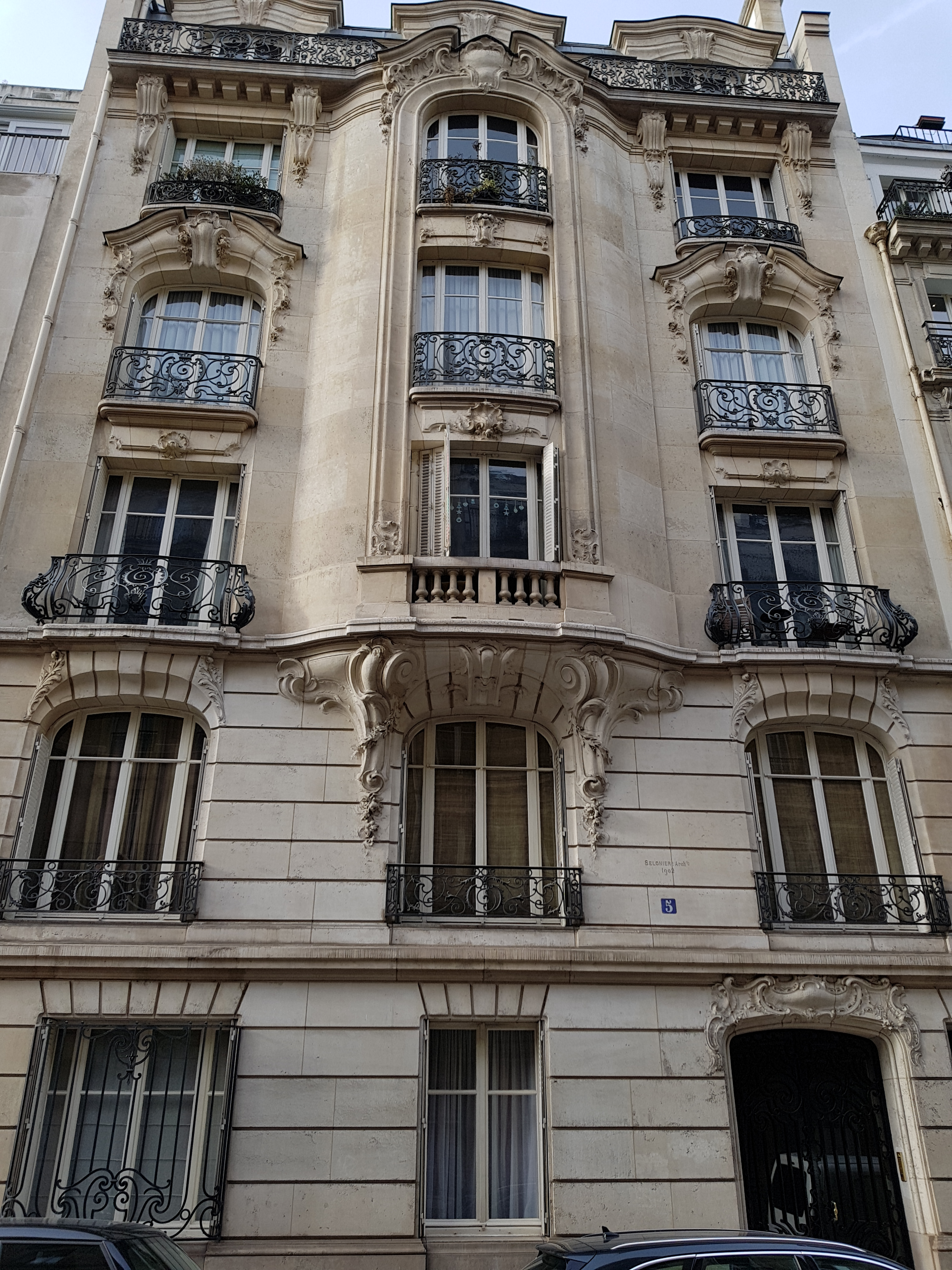
No 5.

- No 2 (et 1, rue Dumont-d'Urville) : cet ancien hôtel particulier situé à l’angle nord-ouest de la place des États-Unis, construit par l’architecte Ferdinand Gaillard en 1884, présentait à l’origine une façade de style Renaissance allemande. Surélevé à une date indéterminée, il a également été dépouillé de tous ses motifs décoratifs[2]. Les Archives départementales de la Somme conservent une photographie d’une automobile de la firme française Ader de 1902 stationnée devant l’immeuble, côté rue de Belloy[3].
- No 5 : immeuble construit en 1902 par l’architecte Albert Sélonier.